# Serra Grossa (Ulldecona)
La Serra Grossa és una serra del municipi d'Ulldecona a la comarca del Montsià, amb una elevació màxima de 378 m. És una manera d'anomenar la secció meridional de la Serra de Godall. Les muntanyes d'aquesta part de la serralada són una zona degradada a causa de les pedreres existents, molt grans i molt actives.